# جيمس دبليو. أوليفر
جيمس دبليو. أوليفر (بالإنجليزية: James Oliver)‏ هو محامي وسياسي أمريكي، ولد في 1844، وتوفي في 18 سبتمبر 1911. حزبياً، نشط في الحزب الديمقراطي. وقد انتخب عضو جمعية ولاية نيويورك.